# Henry Jacques Garrigues
Henry Jacques Garrigues, född 6 juni 1831 i Köpenhamn, död 7 juli 1913 i Tryon, North Carolina, var en danskamerikansk läkare.
Garrigues, som tillhörde en gammal fransk släkt, blev student 1850 och på började därefter medicinska studier och arbetade 1853 som koleraläkare i Köpenhamn. Han hade även stort intresse för franska språket och fransk litteratur, och efter en flerårig vistelse i utlandet, då han ägnade sig åt såväl medicin som lingvistik tog han magisterkonferens i franska 1863. Under dansk-tyska kriget 1864 tjänstgjorde han som underläkare på lasarettet vid Frederiksbergs slott, 1868-73 var han lärare i franska vid Officersskolan, samtidigt som han fortsatte studera medicin. Han avlade läkarexamen 1869 och tog medicine doktorsgraden 1872 på avhandlingen Om Syfilis i Strubehovedet, belyst ved Strubespejlet.
Vid samma tid inriktade han sig på gynekologi, både i Danmark (hos Frantz Howitz) och i utlandet och upprättade 1873 en klinik för kvinnosjukdomar i Köpenhamn. År 1875 bosatte han sig i New York, där han etablerade sig som kvinnoläkare och kom att få mycket stor betydelse för den amerikanska obstetrikens utveckling genom att införa antiseptiken. Han var verksam som gynekolog vid German Dispensary 1879-1903, överläkare vid Maternity Hospital 1881-92. Som obstetriker verkade han 1884-93 vid Infant Asylum och vid German Hospital 1885-89, och han var professor i obstetrik vid Post-Graduate School and Hospital 1886-95, överläkare vid St Marks Hospital 1890-1904, professor vid School of Clinical Medicine 1895-1904 och läkare vid Mothers Home 1897. Han var hedersledamot av en mängd amerikanska vetenskapliga sällskap, av New Yorks medicinska akademi och av Edinburghs obstetriska sällskap. År 1907 avhölls ett amerikanskt gynekologmöte till hans ära. Av hans många skrifter kan främst nämnas läroboken Diseases of Women.